# Empresa de Transporte Urbano de Fortaleza
Empresa de Transporte Urbano de Fortaleza (ETUFOR) é a instituição responsável por prestar serviços a entidades públicas ou privadas na área de transporte público além da gestão de grande parte da rede de transportes da cidade de Fortaleza, capital do estado do Ceará no Brasil, sendo subordinada à Prefeitura Municipal de Fortaleza. Sua atuação estende-se à Região Metropolitana de Fortaleza.
Criada em 2006, tem como rotina o acompanhamento e controle de operações urbanas, além de realizar a assessoria de planejamento; elaboração e desenvolvimento de projetos; implantação e gerenciamento de sistemas; treinamento de profissionais; pesquisa e acompanhamento de dados; criação, manutenção e atualização de banco de dados; desenvolvimento e acompanhamento do controle da operação; acompanhamento, gerenciamento e implantação de obras e equipamentos de infra-estrutura; administração e coordenação de instalações e equipamentos do sistema e assessoria e elaboração de planilha de custos.
Teve durante muitos ano a responsabilidade de administração dos 7 Terminais de Integração e mais tarde dos corredores expressos, função essa passada para a iniciativa privada por meio de uma PPP realizada em 2015, na qual a empresa Socicam se tornou responsável pela limpeza, vigilância e comércio, restando assim para a Etufor a função de fiscalizar a execução do contrato, além de ser responsável pelo gerenciamento da operação de transporte, programando os horários de chegada e saída, ou seja, todo o planejamento tático operacional de programação e distribuição das linhas de ônibus.

## Histórico
Em 1990, foi assinado um convênio de cooperação técnica entre a Prefeitura Municipal de Fortaleza (PMF) e a Companhia de Transporte Coletivo S/A (CTC), possibilitando a delegação das atividades de planejamento e controle operacional do Sistema de Transporte Público de Passageiros (STPP) por ônibus para a CTC. Esta, por sua vez, constituiu uma subsidiária denominada CTC - Diretoria de Gerência do Sistema (CTC-GS), que seria a responsável pela realização das novas tarefas. A CTC-GS possuía arrecadação própria, proveniente da taxa de vistoria da frota de ônibus. A partir desse núcleo, iniciou-se o trabalho de melhoria do Sistema.
A primeira preocupação foi com a renovação e vistoria sistemática da frota de ônibus e com a implantação do controle gerencial e operacional, bem como com os serviços rotineiros de manutenção de itinerários e dimensionamento das linhas de ônibus existentes. Procurou-se iniciar o processo de racionalização do sistema, através da criação de linhas inter-bairros, atendendo a propostas de planos existentes e a solicitações da comunidade. Conseguiu-se, no programa de renovação da frota, reduzir a idade média dos veículos de 7,2 anos (1990) para 4,2 anos (1992), constituindo-se na maior renovação de frota já ocorrida em Fortaleza. Isto contribuiu para o aumento da confiabilidade do Sistema pelo usuário, diminuindo o número de quebras de veículos e, consequentemente, a perda de viagens. Melhorou, portanto, a operação do serviço (a porcentagem de viagens cumpridas passou de 84% para 99% do total de viagens programadas).
Para complementar o sistema de controle operacional foram implantadas, em pontos estratégicos dos principais corredores de transporte público, um conjunto de cabines de controle, nas quais funcionários da CTC-GS verificavam e controlavam a passagem dos ônibus dentro dos horários especificados, possibilitando a verificação dos dados informados pelas Empresas Operadoras, através dos BCD´s (Boletim de Controle Diário) e BRL´s (Boletim de Resumo de Linha). Aproveitava-se também o trabalho desses funcionários para a realização de pesquisas de ocupação dos veículos, assim como para o controle do estado de limpeza externa dos veículos. Estas cabines foram localizadas de maneira a cobrir 100% do sistema, funcionando 24 horas por dia.
Paralelamente aos trabalhos de implantação do controle e de gerência do Sistema, desenvolveu-se o projeto do Sistema Integrado de Transportes (SIT-FOR), que teve quatro fases de implantação. A primeira foi realizada em 1992, com a inauguração do Terminal Antônio Bezerra e do Terminal Messejana.
Com a ampliação das atividades de gerenciamento e operação, a estrutura da CTC-GS ficou defasada. Por esse motivo, foi criada pela Lei Municipal Nº 7.481, de 23 de dezembro de 1993, a Empresa de Trânsito e Transporte Urbano S/A ETTUSA, empresa de economia mista com capital majoritário da Prefeitura Municipal (98,7%) e tendo outros acionistas como sócios (1,3%). A ETTUSA era vinculada à Secretaria de Transportes do Município (STM), sendo seu Secretário obrigatoriamente o Presidente da Empresa, possuindo um corpo técnico, administrativo e operacional de 406 funcionários. Com a extinção da STM, a ETTUSA absorveu todas as atribuições referentes ao planejamento, gerenciamento e fiscalização do Sistema de Transporte Público de Passageiros (STPP) do Município de Fortaleza.
Assim permaneceu até julho de 2006, quando foi criada a ETUFOR – Empresa de Transporte Urbano de Fortaleza S/A, em substituição à Ettusa. As ações que pertenciam a outros sócios foram resgatadas pela Prefeitura de Fortaleza e, desde então, a gestão de transportes do município é totalmente pública.